# Furness
Furness (ˈfɜːrnɪs , f ɜːr ˈ n ɛ s / FUR -niss, fur- NESS ) è una penisola e una regione della Cumbria, in Inghilterra. Insieme alla penisola di Cartmel forma il North Lonsdale, storicamente un'exclave del Lancashire. Il 1° aprile 2023 è entrata a far parte della nuova autorità unitaria di Westmorland and Furness.
La penisola di Furness, nota anche come Low Furness, è un'area di villaggi, terreni agricoli e brughiere basse, con al suo capo la città industriale di Barrow-in-Furness. La penisola è delimitata dagli estuari del fiume Duddon a ovest e dal fiume Leven nella baia di Morecambe a est. La più ampia regione di Furness è costituita oltre che dalla penisola stessa, dall'area conosciuta come High Furness, una parte relativamente montuosa e scarsamente popolata dell'Inghilterra, che si estende nell'entroterra nel Lake District e comprende le Furness Fells. Il confine interno della regione è formato dai fiumi Leven, Brathay e Duddon e dal lago Windermere. Al largo della punta meridionale di Furness si trova l'isola di Walney, lunga 11 miglia (18 chilometri), e diverse isole minori.
Il borough di Barrow-in-Furness, che si sviluppò quando l'industria del ferro di Furness fiorì nel XIX secolo, è il più grande insediamento della regione, con una popolazione di oltre 91.000 abitanti. Il resto del Furness è prevalentemente rurale, con Ulverston come unico altro insediamento con più di 10.000 abitanti. Gran parte dell'High Furness è costituita da brughiere, montagne e ambienti boschivi.

## Etimologia
Il nome, registrato per la prima volta nel 1150 come Fuththernessa, è interpretato come "promontorio presso l'isola a forma di groppa", dal norreno antico futh (genitivo futhar), che significa groppa, e nes, che significa promontorio. L'isola in questione potrebbe essere l'isola di Piel, con il nome originariamente riferito al promontorio immediatamente di fronte (dove si trova Rampside), prima di essere esteso all'intera regione. In alternativa potrebbe essere l'isola di Walney: sebbene oggi assomigli poco a una groppa, l'erosione potrebbe averne alterato la forma nel tempo.

## Geografia

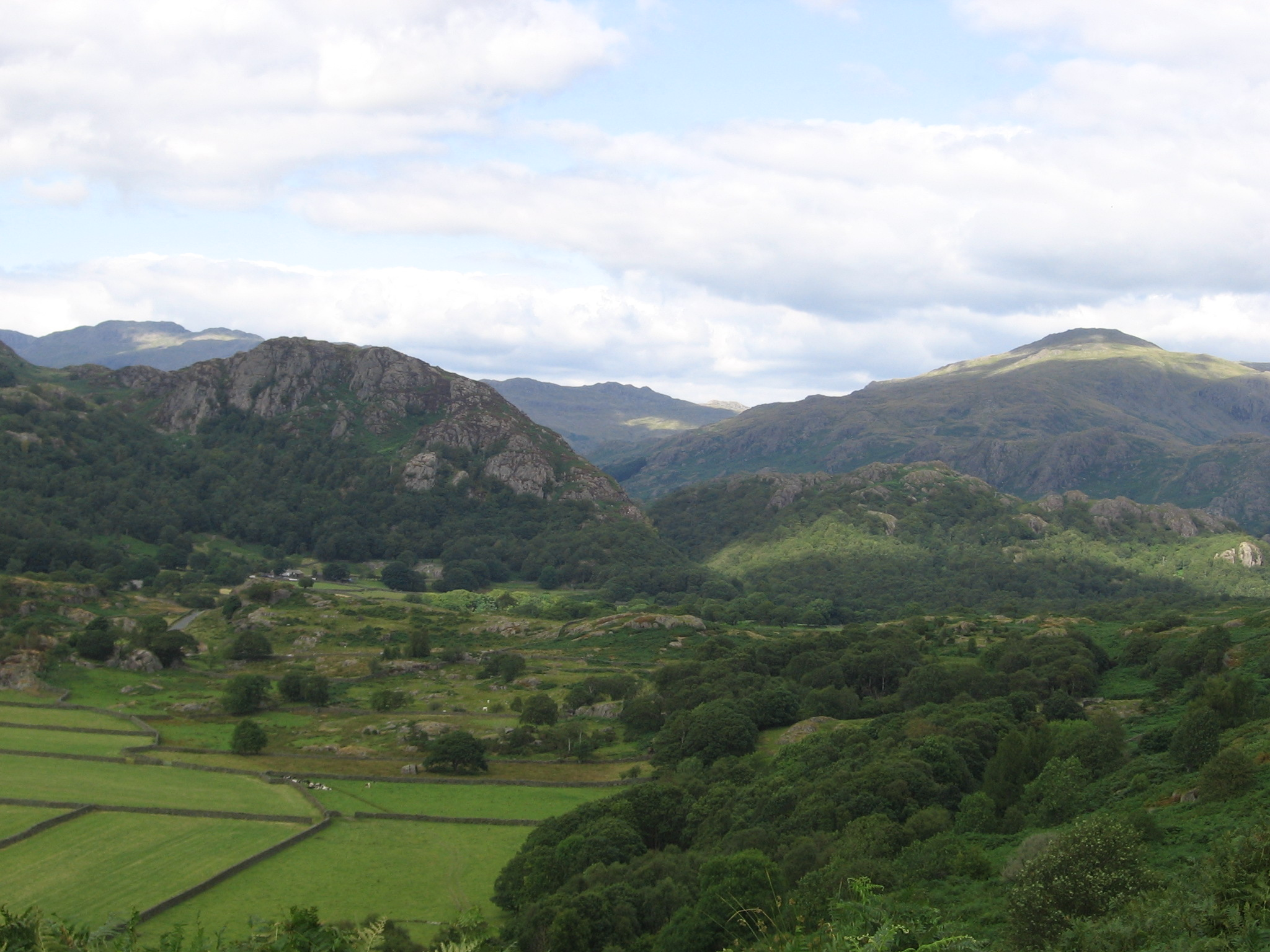
Vista dalle pendici del Dow Crag nelle Coniston Fells.

Il confine del Furness segue il corso del fiume Duddon fino al passo di Wrynose, e poi il corso del Brathay fino al suo sbocco nel Windermere. Il lago costituisce la maggior parte del confine orientale, mentre il resto è costituito dal Leven, a partire dal suo nascere alla propaggine meridionale del Windermere fino alla sua foce nella baia di Morecambe. In totale il Furness ha una superficie di circa 250 miglia quadre (650 chilometri quadri).
Le Furness Fells sono formate da rocce vulcaniche ordoviciane e da scisti e ardesie siluriane a sud. Sono attraversati dal Windermere, dal Coniston Water, e da numerosi corsi d'acqua che sfociano nell'Esk, nel Duddon e nella baia di Morecambe. La parte più elevata è costituita da brughiere rocciose, con frequenti laghetti, mentre la parte più bassa ospita pascoli e boschi. A est ci sono due catene principali di colline: una che domina Windermere, con Latterbarrow (245 m) come punto più alto, e l'altro, che raggiunge i 300 m, con vista sul Coniston Water. Tra di loro si trova una zona pianeggiante e l'Esthwaite Water. A ovest di Coniston Water si trova la catena montuosa più alta, i Coniston Fells, con l'Old Man of Coniston (803 m) come punto più alto (e storicamente il punto più alto del Lancashire). Una catena minore si estende da Torver fino a nord di Dalton, ma a sud il paesaggio è pianeggiante; questa zona è anche chiamata Plain Furness. Le basse colline del Low Furness sono formate da depositi glaciali, principalmente argilla, sopra arenaria triassica e calcare del carbonifero. Ci sono qui grandi giacimenti di minerale di ferro, di qualità molto pura.
La geografia umana della zona è dominata dalla città di Barrow-in-Furness. Barrow si trova sulla punta della penisola e dell'isola di Walney, e il distretto di Barrow-in-Furness, che comprende la piccola città di Dalton-in-Furness e la città di Millom (quest'ultima, sebbene statisticamente nel "Furness", non fa effettivamente parte dell'area geografica definita nota come Furness) ha una popolazione di 69.100 abitanti. Barrow, che si è sviluppata da piccolo villaggio a grande città durante il XIX secolo, è caratterizzata da un modello di strade a griglia con case a schiera, circondate da sobborghi più contemporanei. Sebbene il porto di Barrow ospiti ancora molte industrie, si è verificata anche una significativa riqualificazione delle ex aree portuali, trasformandole in parchi commerciali, palazzi di uffici e spazi per l'industria leggera. L'altra città principale della zona è Ulverston, al confine tra Low e High Furness, la cui popolazione coi villaggi circostanti è di 17.307 abitanti. Il corridoio lungo la strada A590 tra Ulverston e Barrow è relativamente popolato e urbanizzato. Nonostante il declino, l'industria continua a rappresentare l'occupazione maggiore in questa parte del Furness rispetto alla maggior parte del Regno Unito, con BAE Systems, Kimberly-Clark (entrambe a Barrow) e GlaxoSmithKline (Ulverston) come maggiori datori di lavoro. A Barrow e lungo la costa occidentale di Furness, anche il sito nucleare di Sellafield costituisce un'importante fonte di impiego. Il resto del Furness è rurale, con ambienti montuosi, boschivi e lacustri. A ovest, gli insediamenti principali di Kirkby-in-Furness e Broughton-in-Furness sono dominati dall'agricoltura e dal pendolarismo. Il Lake District National Park copre la maggior parte dell'High Furness, con Coniston e Hawkshead come principali centri turistici, mentre le principali attrazioni turistiche includono la Grizedale Forest, l'Acquario dei Laghi, il South Lakes Safari Zoo e la Lakeside and Haverthwaite Railway. Le comunità settentrionali e orientali del Furness hanno più cose in comune con le città del Lake District di Ambleside e Bowness, fuori dalla regione, che con le aree più urbane del Low Furness. Un tempo l'attività mineraria costituiva una parte importante dell'economia locale, ma oggi restano degne di nota solo le cave di ardesia di Burlington a Kirkby.
La A590 è la strada principale per raggiungere la regione dall'autostrada M6. La A595 è la strada principale che costeggia la costa occidentale del Furness, mentre la A593/A5084 corre da nord a sud dal Low Furness all'High Furness. La Furness Line fornisce collegamenti ferroviari con la West Coast Mainline attraverso la parte meridionale di Furness, mentre la Cumbria Coast Line è una lenta linea secondaria rurale con servizi che vanno verso nord fino a Copeland e Carlisle. Il traghetto Windermere, nella parte orientale del Furness, è l'unico traghetto lacustre per il trasporto di veicoli in Inghilterra.

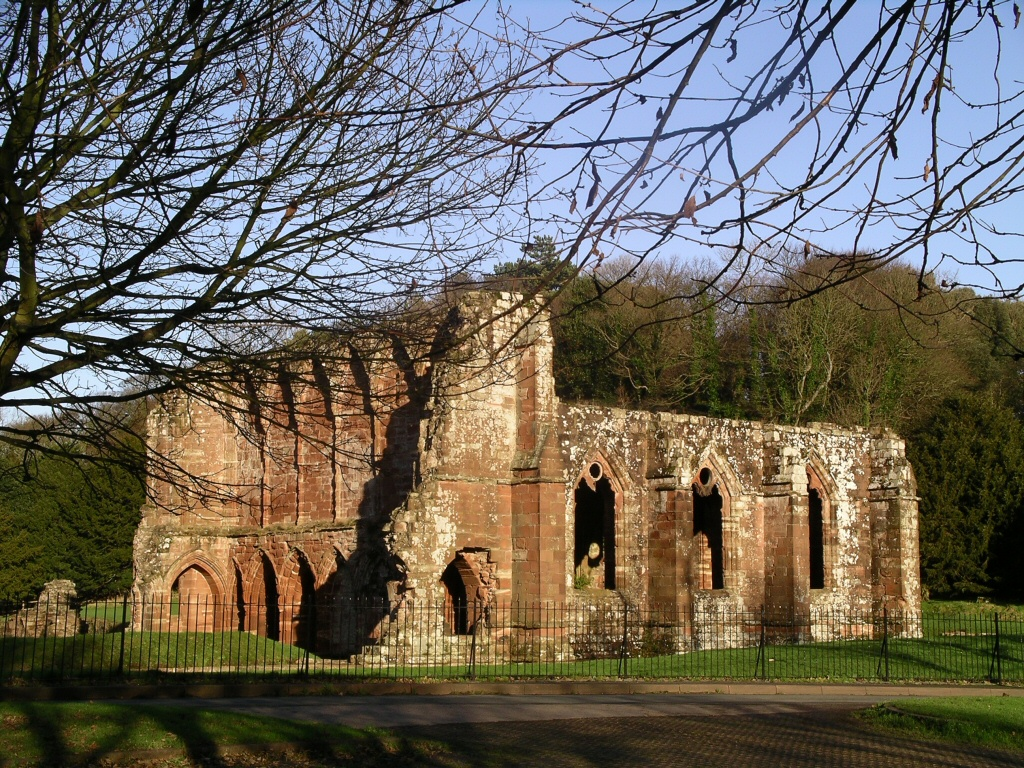
Le rovine dell'abbazia di Furness, appena a nord di Barrow

Il Furness sembra essere stato scarsamente popolato nei tempi antichi. Una manciata di toponimi britannici sopravvive intorno a Barrow, suggerendo che questa parte fu colonizzata per prima. Gli anglosassoni arrivarono nel Low Furness nel VII secolo, ma non sembra che si siano diffusi nell'High Furness, che rimase quasi vuoto fino a quando non fu popolato dagli scandinavi nel X secolo. È stato suggerito che questi avessero lì un piccolo regno di montagna, incentrato su Coniston (che significa "città del re"). La prevalenza di nomi con l'elemento "thwaite" nell'High Furness (dal norvegese thveit, "radura"), e la sua assenza nel Low Furness, suggerisce che quest'ultimo fosse già stato disboscato quando arrivarono gli scandinavi. Gli scandinavi probabilmente costituivano la maggioranza della popolazione del Furness, e il norreno antico rimase una lingua viva nella regione almeno fino alla fine del XII secolo.
Prima della Conquista, il Furness, stimato contenere 82 carrucate, faceva parte del Manor of Hougun, detenuto da Tostig, conte di Northumbria. Nel 1086 il Furness era possedimento della Corona. Nel 1127 il principe Stefano fondò l'abbazia di Furness, concedendo all'abate la maggior parte delle terre del Furness e affidando il resto a un fiammingo di nome Michael. Enrico III in seguito concesse all'abate l'affitto dovuto dal signore del Muchland (10 sterline all'anno), rendendolo unico tenens in capite, e quindi uno degli abati più potenti del paese.
Nel XIV secolo gli abati di Furness costruirono il castello di Dalton e il castello di Piel per difendere rispettivamente la città-mercato di Dalton e il porto di Barrow. La zona era stata saccheggiata dagli scozzesi nel 1316 e di nuovo nel 1322, anche se in quest'ultimo anno l'abate pagò un riscatto a Robert the Bruce per impedire ai suoi uomini di devastare il Low Furness.
Il pretendente al trono Lambert Simnel sbarcò con il suo esercito a Piel Island nel 1487. Alcuni abitanti del posto si unirono a lui, tra cui Sir Thomas Broughton di Broughton Tower, che sarebbe stato ucciso nella battaglia di Stoke Field.
L'abbazia fu chiusa nel 1536 dopo che i monaci prestarono il loro sostegno al Pellegrinaggio di Grazia, e le terre dell'abate furono sequestrate dalla Corona, diventando parte del reale ducato di Lancaster. In seguito furono concesse ai duchi di Buccleuch e Devonshire.
Nel maggio del 1643, durante la guerra civile inglese, il Furness venne occupato e saccheggiato da un'ingente forza realista comandata da Richard Molyneux. Più tardi, quello stesso anno, questi si prepararono a marciare in soccorso del castello di Thurland a South Lonsdale, allora assediato dal colonnello Rigby, ma Rigby incontrò i realisti a Lindal, dove furono sconfitti. I parlamentari saccheggiarono il quartiere di Dalton prima di ritirarsi a Cartmel la notte stessa. Nel 1644 i realisti mantennero il controllo del Furness, nonostante la popolazione locale fosse loro ostile e le navi del Parlamento approdassero a Piel Island per sostenere una rivolta. Dopo uno scontro a Hawcoat, la resistenza fu sedata e le navi del Parlamento partirono per Liverpool. Dopo aver riscosso gli affitti del re, i realisti partirono per Cartmel. Dopo la restaurazione della monarchia, un proprietario terriero di Furness, il colonnello Sawry, tentò una rivolta.

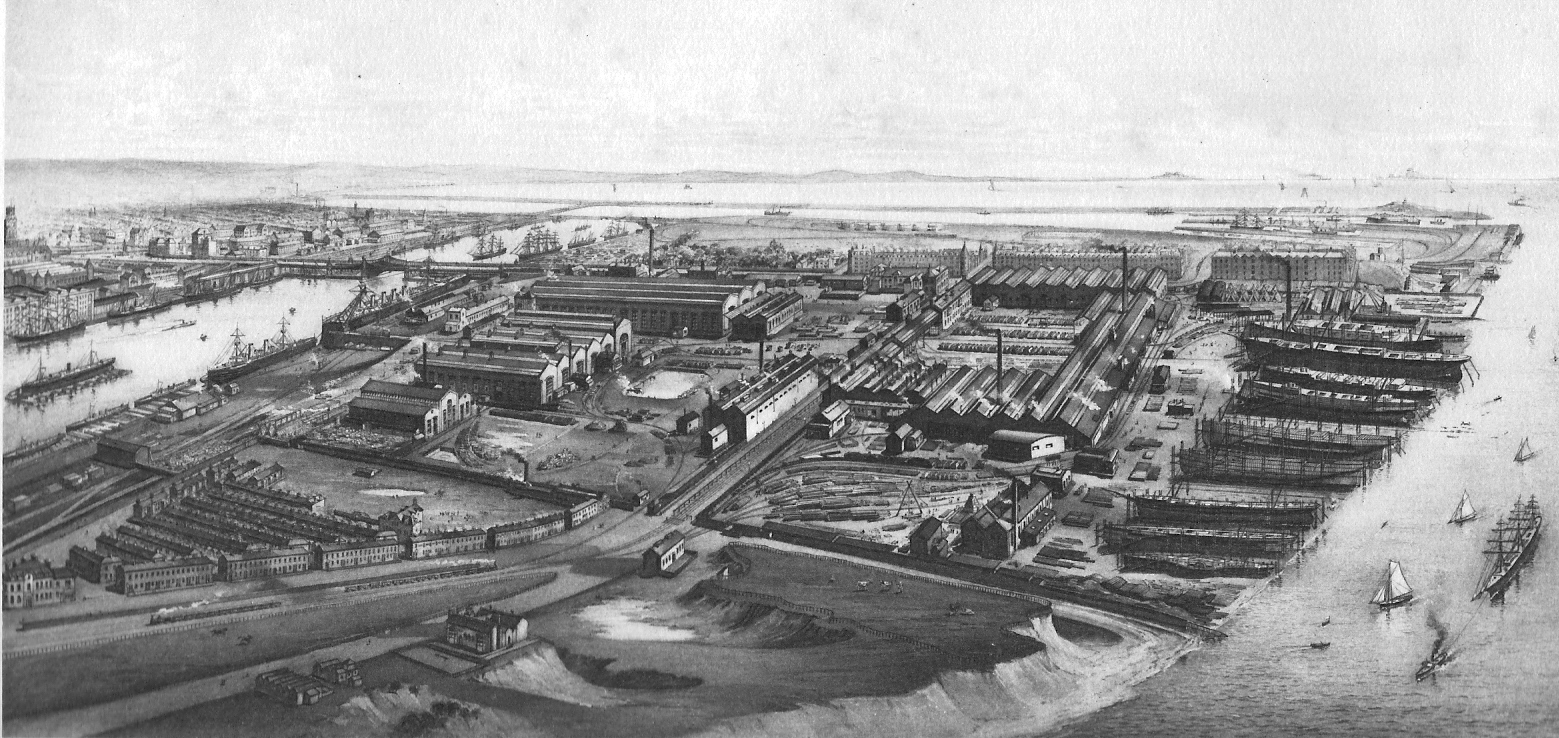
L'isola di Barrow nel 1890

Il ferro veniva estratto a Furness fin dalla preistoria e verso la fine del XVIII secolo il minerale veniva esportato da Barrow. La Furness Railway fu costruita nel XIX secolo per soddisfare la crescente domanda. A Barrow vennero fondate acciaierie e fabbriche di ferro e la popolazione della città aumentò dai 325 abitanti del 1847 ai 51.712 nel 1891, superando quella di Dalton e Ulverston. L'attività mineraria a Furness raggiunse il suo apice nel 1882, quando furono estratte 1.408.693 tonnellate di minerale. Nello stesso periodo, il turismo nel Lake District aumentò, reso popolare in parte dalle opere di John Ruskin e William Wordsworth.
Il turismo nell'High Furness fu promosso all'inizio del XX secolo dagli scritti di Beatrix Potter. Potter era una delle più grandi proprietarie terriere della zona e alla fine donò le sue numerose proprietà al National Trust.
Successivamente la cantieristica navale sostituì la siderurgia come principale attività industriale del Low Furness e i cantieri navali di Barrow divennero i più grandi d'Inghilterra. In particolare, lo sviluppo dei sottomarini divenne una specialità della città: qui vennero costruiti i primi sottomarini della Royal Navy. Durante le guerre ciò permise a Furness di sfuggire a molti dei problemi economici che affliggevano altre zone, grazie al costante lavoro provveduto dai militari.
Dopo la seconda guerra mondiale la domanda di navi e sottomarini rimase elevata, mentre lo sviluppo del Lake District National Park stimolò ulteriormente il turismo. Attrazioni come la Lakeside and Haverthwaite Railway, i battelli a vapore sul Windermere e sul Coniston Water e le passeggiate in montagna hanno fatto sì che alcune zone del Furness diventassero dipendenti dal turismo.
Nei primi anni Novanta, il declino dell'industria cantieristica navale portò a licenziamenti di massa nella zona. In un arco di 20 anni, l'occupazione nel cantiere è scesa da 20.000 a 3.000 unità. Tuttavia, il cantiere navale di Barrow rimane il più attivo d'Inghilterra e l'unica struttura per sottomarini nucleari del paese. Il turismo è aumentato ulteriormente, con l'Acquario dei Laghi e il South Lakes Safari Zoo tra le attrazioni più recenti.
I trasporti sono diventati una questione sempre più controversa, con gruppi ambientalisti e aziende locali che si scontrano sulla necessità di migliorare la strada statale A590, il collegamento principale con l'autostrada M6 . Sono apparse proposte per un ponte stradale sulla baia di Morecambe, ma non sono ancora andate oltre la fase di pianificazione.

## Amministrazione

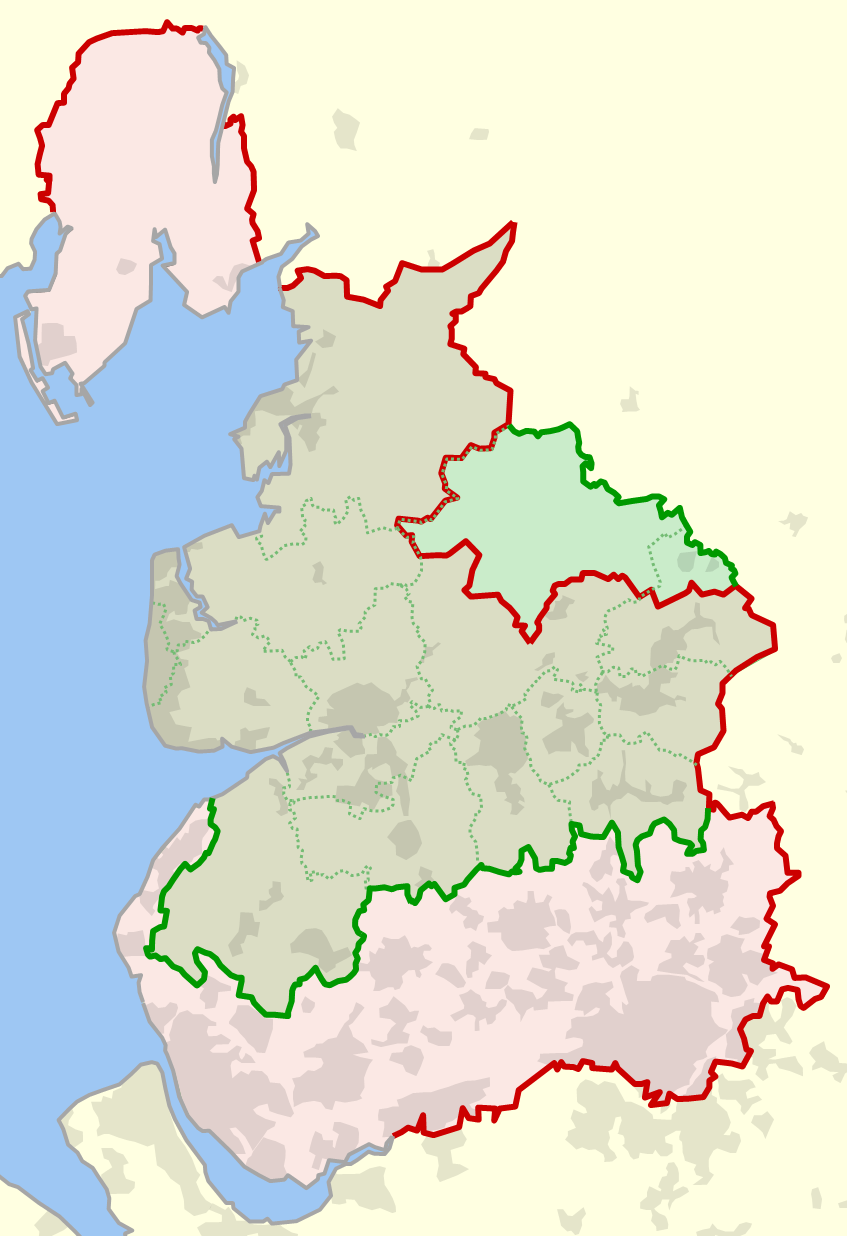
I confini storici del Lancashire (in rosso) confrontati con quelli moderni (in verde).

Il Furness costituiva la maggior parte dell'exclave di North Lonsdale della contea storica del Lancashire, che confinava con il Cumberland a nord-ovest e il Westmorland a nord-est (il punto in cui le tre contee si incontravano è segnato dalla Three Shire Stone all'inizio del Duddon).
Nel 1974, North Lonsdale, insieme a Cumberland, Westmorland e parte del West Riding of Yorkshire (intorno a Sedbergh), divenne parte della nuova contea amministrativa di Cumbria.
A livello distrettuale, ora è costituito dal distretto di Barrow e da parte del South Lakeland.
Dall'aprile 2023, Furness fa parte della nuova autorità unitaria di Westmorland e Furness, che ha sostituito il consiglio di contea di Cumbria e i distretti di Barrow e South Lakeland, tutti aboliti.
Il Low Furness e la parte occidentale dell'High Furness si trovano nella circoscrizione parlamentare di Barrow e Furness, mentre la parte orientale dell'High Furness si trova in quella di Westmorland e Lonsdale.

## Galleria d'immagini

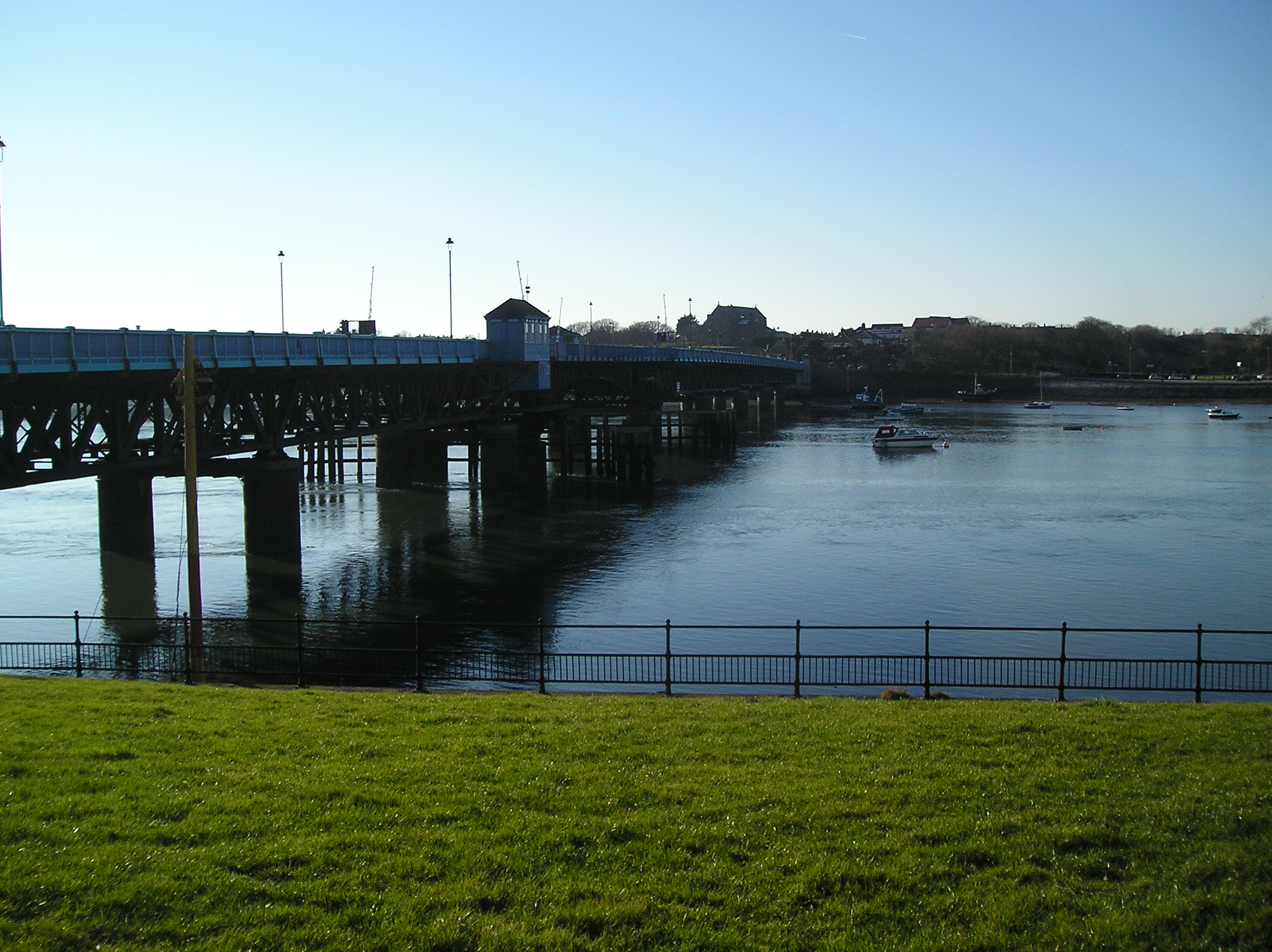
Jubilee Bridge, che collega l'isola di Barrow e l'isola di Walney
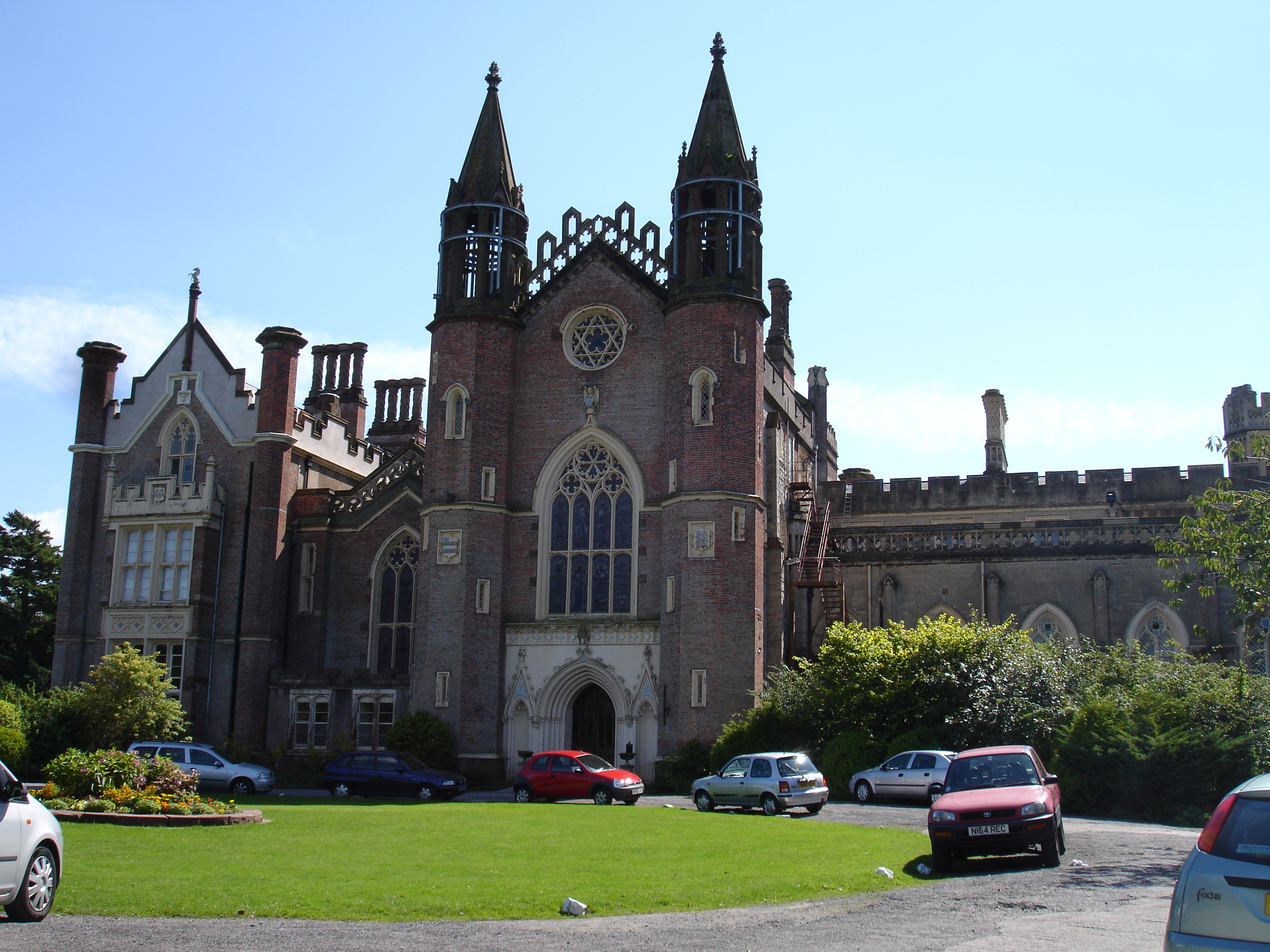
Conishead Priory, vicino a Ulverston
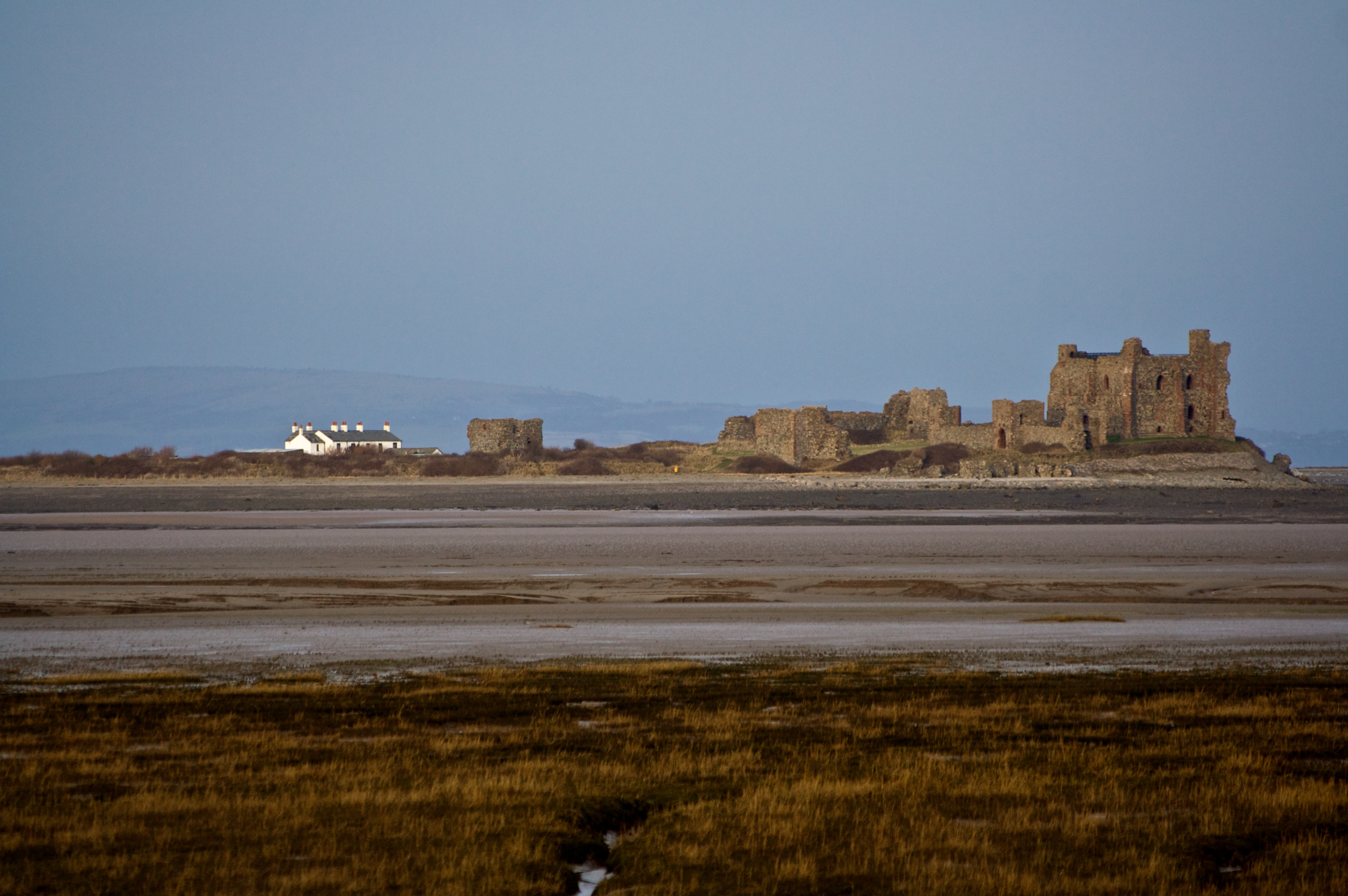
Isola e castello di Piel
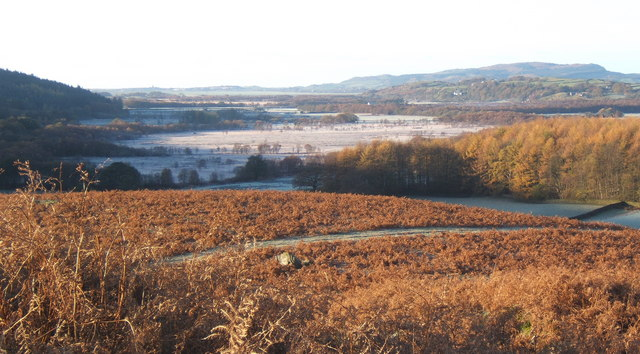
Paesaggio vicino a Broughton in inverno
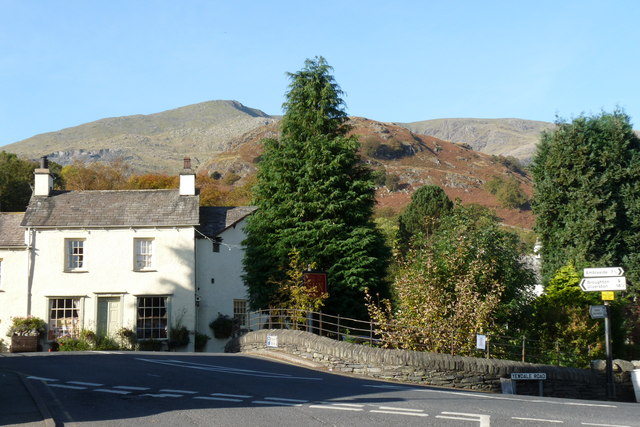
The Old Man of Coniston dal villaggio di Coniston
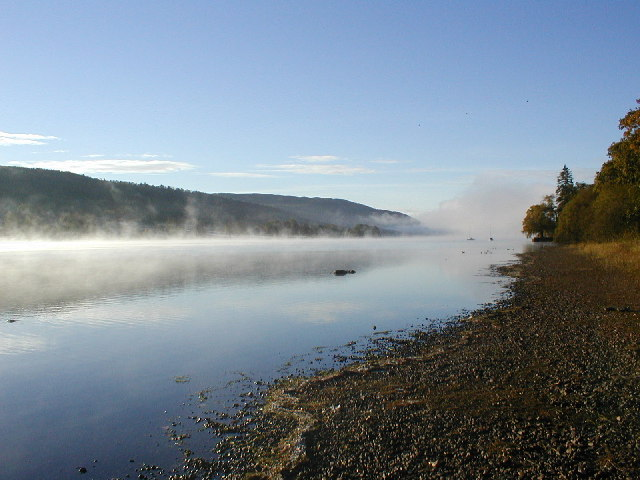
Coniston Water
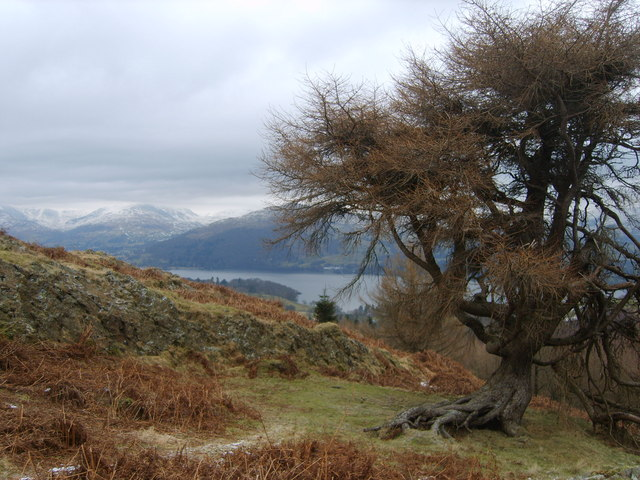
Vista del Windermere da Latterbarrow